# Lachenalia pusilla
Lachenalia pusilla är en sparrisväxtart som beskrevs av Nikolaus Joseph von Jacquin. Lachenalia pusilla ingår i släktet Lachenalia och familjen sparrisväxter. Inga underarter finns listade i Catalogue of Life.